# 1922 Zulu
1922 Zulu (1949 HC) là một tiểu hành tinh nằm phía ngoài của vành đai chính được phát hiện ngày 25 tháng 4 năm 1949 bởi Ernest Leonard Johnson ở Johannesburg (UO).